# Silly Love Songs
Singles de Paul McCartney et Wings
Venus and Mars/Rock Show
(1975) Let 'Em In
(1976)
Pistes de Wings at the Speed of Sound
Wino Junko Cook of the House
Silly Love Songs est une chanson de Paul McCartney et Wings parue en mars 1976 sur l'album Wings at the Speed of Sound. En avril suivant, elle a fait l'objet d'un single.
Il s'agit d'une réponse adressée par McCartney aux critiques — dont John Lennon — qui l'accusent de chercher la facilité avec des chansons d'amour. Cette composition affiche en effet tous les stéréotypes et outils classiques du genre, véritable pied de nez revendiquant le droit à composer les chansons qu'il aime, et auquel le public adhère. 
Le single se classe numéro 2 au Royaume-Uni et arrive en tête des charts américains. McCartney la reprend également dans la bande originale de son film Give My Regards to Broad Street en 1984, et elle apparaît sur les trois compilations de l'artiste. Elle apparaît également sur l'album triple live Wings over America en 1976, et reste encore dans son répertoire de concerts.
Cet article a été partiellement traduit du Wikipedia anglophone consacré à la chanson Silly Love Songs de Paul McCartney. 

## Musiciens

### Wings
- Paul McCartney – chant, chœur, basse, Mellotron, piano, percussions, direction de l'orchestre
- Linda McCartney – chant, chœurs, tambourin
- Denny Laine – chant, chœurs, piano
- Joe English – batterie

### Musiciens additionnels
- Howie Casey – saxophone
- Thaddeus Richard – saxophone
- Steve Howard – trompette
- Tony Dorsey – trombone

## Historique
"Silly Love Songs" a été écrite pour réfuter les critiques musicaux (ainsi que John Lennon) qui avaient critiqué McCartney pour avoir écrit des chansons d'amour légères. L'auteur Tim Riley suggère que dans la chanson, McCartney invite "son public à se moquer de lui", comme Elvis Presley l'avait parfois fait lui-même avec ses propres chansons.
Mais au fil des ans, les gens ont dit : "Aw, il chante des chansons d'amour, il écrit des chansons d'amour, il est parfois si moche." J'ai pensé : "Eh bien, je sais ce qu'ils veulent dire, mais les gens font des chansons d'amour depuis toujours". Je les aime, d'autres personnes les aiment, et il y a beaucoup de gens que j'aime - j'ai la chance d'avoir ça dans ma vie - donc, l'idée était que vous pouvez les appeler idiotes ces chansons d'amour, mais qu'y a-t-il de mal à cela ? What's wrong with that ? comme le dit la chanson. 
"Cette chanson était, en quelque sorte, pour répondre aux gens qui m'accusent juste d'être mièvre", poursuit Paul. "La belle récompense maintenant, c'est que beaucoup de gens que je rencontre qui sont à l'âge où ils viennent d'avoir des enfants, ils ont un peu grandi et se sont installés, ils me disent alors : Je pensais que tu étais vraiment minable pendant des années, mais je comprends maintenant ! Je vois ce que tu faisais!"
"D'ailleurs, "Silly Love Songs" avait aussi une bonne ligne de basse et fonctionnait bien en live."
— Paul McCartney, Billboard 
La chanson comprend une montée de trois parties vocales chantées en contrepoint ; Paul d'abord, Linda ensuite et finalement Denny Laine en troisième, similaire à " God Only Knows " des Beach Boys , une chanson que McCartney a citée comme sa préférée de tous les temps. Il est d'ailleurs possible que cette chanson des Beach Boys ait aussi servi d'influence lorsqu'il a écrit et composé Silly Love Songs avec son épouse. 
McCartney a permis à la section de cuivres de créer ses propres parties pour la chanson.

## Reprises

### Version Ardija
En 1999, le groupe de musique néo-zélandais Ardijah a sorti une version R&B de "Silly Love Songs". Leur reprise a fait ses débuts au numéro 22 du RIANZ Singles Chart de Nouvelle-Zélande le 17 janvier 1999, passant au numéro neuf la semaine suivante. Il est ensuite passé au numéro trois, où il est resté pendant deux semaines, et a atteint le numéro un le 14 février, devenant le single le mieux classé du groupe dans leur pays d'origine ainsi que leur premier hit dans le top 10 depuis " Watchin 'U " en 1988. "Silly Love Songs" est restée 17 semaines au total sur les charts néo-zélandais. Malgré le succès de la chanson, elle n'est pas apparue sur les charts de fin d'année de la Nouvelle-Zélande pour 1999, et n'a reçu aucune certification de vente.

### Autres reprises
- En 1977, la chanteuse galloise Shirley Bassey a repris la chanson sur son album You Take My Heart Away.
- En 1995, le groupe rock américain The Replicants a repris la chanson sur leur album éponyme, avec Maynard James Keenan au chant.
- En 1996, le groupe rock Red House Painters a interprété la chanson sur leur album Songs for a Blue Guitar.
- Aussi en 1996, Denny Laine, alors ex-membre du groupe Wings, a repris "Silly Love Songs" sur son album Wings at the Speed of Denny Laine.
- En 1998, le chanteur américain Stevie B enregistre une version sur son album Right Here, Right Now.
- En 2011, la chanson est présentée dans l'épisode de la Saint-Valentin de la télésérie Glee, qui porte également le titre de la chanson. Silly Love Songs a été interprétée par Darren Criss (qui joue Blaine Anderson), tandis que le groupe a cappella entièrement masculin Beelzebubs a chanté les voix de fond.
- Enfin, en 2015, le guitariste jazz John Pizzarelli a enregistré la chanson sur son album Midnight McCartney.

### Reprises de Paul McCartney lui-même
En 1976, Wings enregistre "Silly Love Songs" en concert pour leur triple album live Wings Over America. En 1984, trois ans après la dissolution de Wings, Paul McCartney a réenregistré "Silly Love Songs" pour la bande originale du film Give My Regards to Broad Street.

## Classements
| Classement (1976)                         | Meilleure place |
| ----------------------------------------- | --------------- |
| Allemagne (Media Control AG)              | 14              |
| États-Unis (Billboard Hot 100)            | 1               |
| États-Unis (Billboard Adult Contemporary) | 1               |
| France (SNEP)                             | 17              |
| Pays-Bas (Single Top 100)                 | 11              |
| Norvège (VG-lista)                        | 9               |
| Nouvelle-Zélande (RMNZ)                   | 8               |